# Clitandra membranacea
Espèce
Classification APG III (2009)
Clitandra membranacea est une espèce de plante à fleurs du genre Clitandra et de la famille des Apocynaceae. Selon Kew Gardens, c'est un synonyme de Landolphia membranacea (Stapf) Pichon.
C'est une espèce d'Afrique tropicale, notamment au Liberia.